# Alejandro del Valle-Lattanzio
Alejandro del Valle-Lattanzio (* 22. Juli 1986 in Bogotá, Kolumbien) ist ein kolumbianisch-italienisch-österreichischer Komponist.

## Leben
Nach dem Besuch der deutschen Schule von Bogotá begann Alejandro del Valle-Lattanzio an der Universität Juan N. Corpas seiner Heimatstadt ein Studium bei Ludmilla Weber (Klavier), Jorge Zorro Sánchez (Musiktheorie) und Jorge Humberto Pinzón (Komposition). 2007 übersiedelte er nach Wien, wo er an der  Universität für Musik und darstellende Kunst Komposition, elektroakustischen Komposition und Musiktheorie bei Herbert Lauermann, Martin Lichtfuss und Karlheinz Essl, Musikanalyse bei Marie-Agnes Dittrich und Annegret Huber sowie Gehörbildung bei Violaine de Larminat studierte und mit Auszeichnung abschloss. Weiters nahm er an zahlreichen Kursen teil, so New Generation bei den Donaueschinger Musiktagen, STEIM – Studio for Electro-Instrumental Music in Amsterdam, Interdisciplinary involvement and community spaces in Göteborg und dem Lehrgang für Harmonikale Grundlagenforschung bei Werner Schulze an der Wiener Musikuniversität. Außerdem besuchte er Meisterklassen bei Georg Friedrich Haas, John Tilbury, Dieter Schnebel, Günther Rabl, Germán Toro Pérez, Tristan Murail, Beat Furrer und Klaus Lang. Im Bereich praktischen Musizierens ist del Valle-Lattanzio als Sänger (Bariton) aktiv. Er spielt Klavier, Flöte, Klarinette und Altsaxophon. Mit Kollegen und Kolleginnen auch aus anderen Sparten realisierte er verschiedenste Projekte und Performances. Seine weiter gefächerten künstlerischen Interessen schlossen zudem Kurse im Bereich des Films (Filmtheorie, Montage und Regie an der Wiener Filmakademie) sowie ein Studium der bildenden Künste bei Heimo Zobernig, Dorit Margreiter und Paweł Althamer an der Akademie der bildenden Künste in Wien ein, das er ebenfalls mit Auszeichnung beendete.
Noch während seiner Studien begann del Valle-Lattanzio selbst pädagogisch zu arbeiten. Dazu zählten Vorträge an der Wiener Musikuniversität, Kompositionsworkshops und Privatunterricht am Instituto para Niños Ciegos in Bogotá, die Betreuung eines Kompositionsprojektes (Der Zauberlehrling) mit Schülerinnen und Schülern des BG und BRG Klosterneuburg und dem Tonkünstlerorchester Niederösterreich sowie weitere Workshops zu den Themen Instrumentenbau, Improvisation und Komponieren für Kinder in Wien. Seit 2014 ist er im Team des Kunstvereins Wien Alte Schmiede tätig, wo er Programmkurator und Organisator der dortigen Konzerte zeitgenössischer Musik ist. Daneben lebt und arbeitet er als freischaffender Künstler in Wien. 2020 erhielt Alejandro del Valle-Lattanzio zusätzlich zur bestehenden kolumbianischen und italienischen auch die österreichische Staatsbürgerschaft. Schwerpunkte seiner Arbeit als Veranstalter gelten dem Einsatz für österreichische Musik des 20. und 21. Jahrhunderts sowie der Vermittlung kolumbianischer Musik in Österreich, letzteres u. a. durch Zusammenarbeit mit dem Quartett Q-Arte. 2021 erfolgte ein Konzert seiner Klavierwerke im Teatro Mayor der Bibliothek Julio Mario Santo Domingo. Im Sommer 2022 wurden mehrere seiner neuesten Kompositionen in einem Porträtkonzert im Auditorio Fabio Lozano der Universität Jorge Tadeo Lozano in Bogotá vorgestellt.

## Preise und Auszeichnungen (Auswahl)
- 2012: Förderungspreis des Theodor-Körner-Fonds
- 2013: Ö1 Talentebörse-Kompositionspreis[13][14] des Österreichischen Rundfunks (ORF), der Österreichischen Nationalbibliothek und der Universal Edition
- 2016: 1. Preis des Kompositionswettbewerbs der Interessensgemeinschaft Niederösterreichischer Komponisten[15] und des Festivals „Allegro Vivo“[16] für Jayeechi
- 2016: Preis des Kompositionswettbewerbs der Jenö-Takács-Stiftung[17] zum 4. Internationalen Jenö Takács Klavierwettbewerb[18] für Toccata

## Werke (Auswahl)

### Orchester
- Musikmärchen Nr. 1 für Orchester (2016)[19]
- Jayeechi. Konzertstück über ein Lied von Juana Sierra Ipuana für Sopransaxophon, Handpercussion und Streichorchester (2016)

### Kammermusik
- Klavierquartett (2017)
- Concertino für Flöte, Klarinette in B und Klavier (2018)
- Trio-Sonatine für Klarinette in B, Violoncello und Klavier (2018)
- Quintett für Altsaxophon und Streichquartett (2019)
- Streichquartett (2020)
- Concertino für Klarinette in B, Klavier und Streichquartett (2021)
- Sechs Miniaturen für Klarinette in B und Streichquartett (2021)
- Trio für Violine, Viola und Violoncello (2022)

### Zwei Instrumente
- Bicinium und Tanz Nr. 1 für Violine und Violoncello (2014)
- Sonate für Violoncello und Klavier (2017)
- Sonatine  für Klarinette in B und Klavier (2017)
- Kleine Suite für Altsaxophon und Klavier (2018)
- Nocturne für Violoncello und Klavier (2018)
- Sechs Stücke für Klarinette in B und Klavier (2019)
- Short Suite für Viola und Violoncello (2022)
- Sonatine für Trompete und Klavier (2023)

### Klavier solo oder zu vier Händen
- Sieben kolumbianische Tänze für Klavier solo (2016)
- Toccata für Klavier solo (2016)
- Sechs Tänze aus Märchen für Klavier solo (2016)
- Drei Toccaten für Klavier zu vier Händen (2020)
- Fünf kleine Stücke für Klavier solo (2020)

### Klarinette solo
- Drei Elegien für Klarinette in B (2017)

### Gesangsstimme und Klavier
- Sechs Deutsche Lieder nach Gedichten von Friedrich Nietzsche, Wilhelm von Humboldt, Paul Celan, Joseph von Eichendorff, Ludwig Uhland und Friedrich Hölderlin für Stimme und Klavier (2016)
- Neun Lieder nach Texten von Alexandra Bernhardt für Stimme und Klavier (2017)[20]

### Litophon
- Geologische Modulation 1 für Litophon (2016)

## Diskographie (Auswahl)
- Geologische Modulation 1 für Litophon – auf: Werkstücke. 40 Jahre Musikwerkstatt in der Alten Schmiede (Quinton, CD 2016)
- Jayeechi. Konzertstück – Michaela Reingruber (Saxophon), Academia Allegro Vivo, Dirigent: Bijan Khadem-Missagh – auf: Academia Allegro Vivo. Neue Horizonte (ORF, CD 2016)[21]
- Sonatine für Klarinette und Klavier, Fünf kleine Stücke für Klavier, Sonate für Klarinette und Klavier, Sechs Stücke für Klarinette und Klavier – Vera Karner (Klarinette), Andrés Añazco (Klavier) – auf: Alejandro del Valle-Lattanzio: „Music for Clarinet and Piano“ (Gramola, CD 2021)[22][23]